# آشاغی نوودی
آشاغی نوودی (به لاتین: Aşağı Nüvədi، پیش از آن نیژنی نوادی) یک منطقه مسکونی در جمهوری آذربایجان است که در شهرستان لنکران واقع شده‌است. آشاغی نوودی ۳۲۱۸ نفر جمعیت دارد.

## جغرافیا
این آبادی در ۶ کیلومتری جنوب لنکران و در نزدیکی بزرگراه باکو به آستارا و راه‌آهن باکو-آستارا و در جلگه پست لنکران جای دارد.

## ریشه‌واژه
نووه در زبان‌های تاتی و تالشی به معنی تازه و نو و دی به معنی روستا و ده است.